# Kràsnaia Zvezdà (Privolni)
|  | Per a altres significats, vegeu «Kràsnaia Zvezdà». |

Kràsnaia Zvezdà - Красная Звезда (rus) - és un khútor del krai de Krasnodar, a Rússia. Es troba a la vora esquerra del Txelbas. És a 15 km al nord-oest de Kropotkin i a 128 km al nord-est de Krasnodar.
Pertany al khútor de Privolni.